# Muntanya d'Adons
La Muntanya d'Adons és una serra de l'Alta Ribagorça que fa de termenal entre els termes municipals del Pont de Suert, a l'Alta Ribagorça i de Tremp, municipi del Pallars Jussà. Aquest darrer terme municipal abosrbí el 1970 l'antic municipi ribagorçà d'Espluga de Serra.
La major part de la serra és en terme del Pont de Suert, però pel costat sud-oest entra en terme de Tremp. La serra és al sud-oest del poble d'Adons. És dins de l'espai natural de la Serra de Sant Gervàs. Forma part de la Serra de Sant Gervàs, de la qual és un dels contraforts septentrionals.